# Второв, Николай Иванович
Никола́й Ива́нович Вто́ров (9 (21) сентября 1818, Самара — 1 (13) декабря 1865) — русский краевед, историк, этнограф, мемуарист; сын И. А. Второва.

## Биография

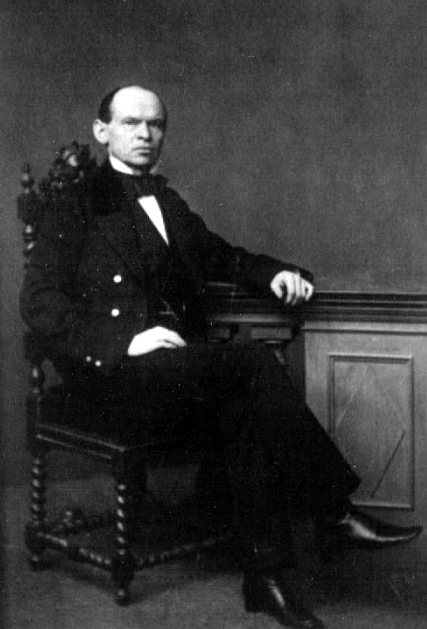
Николай Иванович Второв

Окончил Казанскую гимназию (1834) и историко-филологическое отделение философского факультета Казанского университета (1837). Служил в канцелярии казанского генерал-губернатора и помощником библиотекаря университета. В 1843—1844 гг. был редактором неофициальной части «Казанских губернских ведомостей», где опубликовал свои первые статьи.
В 1844 году переехал в Санкт-Петербург. Оставляя Казань, он пожертвовал в пользу города библиотеку своего отца, которая послужила основанием для городской публичной библиотеки, открытой в Казани в 1864 году.
В Петербурге, в сборнике В. А. Соллогуба «Вчера и сегодня» (1845), он напечатал статью «Гаврила Петрович Каменев» — первый очерк жизни и творчества поэта Г. П. Каменева.
С 1847 года служил в Воронеже советником губернского правления. Создал историко-этнографический кружок, в который среди прочих входили М. Ф. Де-Пуле, А. П. Нордштейнч и П. В. Малыхин. Способствовал первым публикациям И. С. Никитина, который посвятил ему несколько стихотворений. Устроил при воронежском статистическом комитете «архив старинных дел допетровского времени», из которого С. И. Елагин заимствовал очень много материалов для своей «Истории русского флота» (СПб., 1864); М. Ф. де-Пуле издал «Материалы для истории Воронежской и соседних губерний» (Кн. 1, Воронеж. — 1861), а в 1884 году Л. Б. Вейнберг приступил к печатанию актов этого архива.
Воронежский кружок Второва поддерживал связи с В. Ф. Одоевским, П. И. Мельниковым-Печерским, В. И. Далем, Ф. И. Буслаевым, И. И. Срезневским, А. Н. Афанасьевым, Н. И. Костомаровым. Второв при содействии единомышленников собрал и издал «Воронежские акты. Древние грамоты и другие письменные памятники, касающиеся Воронежской губернии и частью Азова» (1850; второе издание 1851—1853), «Памятную книжку для жителей Воронежской губернии на 1856», составил этнографический альбом края.
С 1857 года — в Санкт-Петербурге, служил вице-директором хозяйственного департамента Министерства внутренних дел. Участвовал в подготовке изданий министерства «Городские поселения в Российской империи» (т. 1—7, 1860—1864) и «Экономическое состояние городских поселений Европейской России в 1861—62» (ч. 1—4, 1863). В 1861 и 1864 лечился за границей и собирал материал для книги «Сравнительное обозрение муниципальных учреждений Франции, Бельгии, Италии, Австрии и Пруссии» (1864). Автор воспоминаний о И. С. Никитине.

## Семья
Родословная:
1 Алексей Андреевич Второв (2-я четв. XVIII в. — 4.03.1788)
- Ж. Акулина Ивановна Пяткина (2-я треть XVIII в. — 1800)

II
2 / 1 Екатерина Алексеевна Второва (1760-е —)
- М. Дмитрий Матвеевич Ганецкий (3-я четв. XVIII в. —)

3 / 1 Иван Алексеевич Второв (1.06.1772 — 14.02.1844)
- Ж. Мария Васильевна Милькович (рубеж XIX в. —)

4 / 1 Александра Алексеевна Второва (1770-е —)
- М. Василий Федорович Ефебовский (3-я четв. XVIII в. —)

III
5 / 3 Екатерина Ивановна Второва (1806 —)
- М. Михаил Григорьевич Темников (около 1801 —)

6 / 3 Анна Ивановна Второва (1812 —)
- М. Илья Тимофеевич Жедринский (1801 —)

7 / 3 Николай Иванович Второв (9.09.1818 — 1.12.1865)
- Ж. Надежда Аполлоновна Гарчинская (1829 —)

8 / 3 Юлия Ивановна Второва (1823—1855)
- М. Дмитрий Матвеевич Ходкевич (1819—1887)
  - Мария Дмитриевна
    - Марков, Константин Константинович (1905—1980) — академик АН СССР, географ[2].

IV
9 / 7 Иван Николаевич Второв (конец 1840-х — 1852)
10 / 7 Софья Николаевна Второва (15.07.1856 —)
- М. Виктор Федорович Яфа (4.05.1839 — 22.04.1878)
  - Внучка — Синакевич, Ольга Викторовна (Яфа, 1876—1964) — учитель, литератор, была репрессирована (1929—1931).

11 / 7 Аполлон Николаевич Второв (1859 —)
12 / 7 Вера Николаевна Второва (около 1863—1873)
13 / 7 Николай Николаевич Второв (.02.1866 — 1883).